# Ühlingen-Birkendorf
Ühlingen-Birkendorf är en kommun och ort i Landkreis Waldshut i regionen Schwarzwald-Baar-Heuberg i Regierungsbezirk Freiburg i förbundslandet Baden-Württemberg i Tyskland. 
Mellan 1971 och 1975 uppgick kommunerna Hürrlingen, Obermettingen, Riedern am Wald, Untermettingen, Berau, Birkendorf och Brenden i Ühlingen som 1 januari 1975 bytte namn till det nuvarande.
Kommunen ingår i kommunalförbundet Oberes Schlüchttal tillsammans med kommunen Grafenhausen.